# 蘑菇帝國
蘑菇帝國（日语：きのこ帝国）是日本的一支另類搖滾樂團。樂團於2007年成立，隔年便開始全面性的演藝活動。其首張EP於2013年12月4日的公信榜達到最高周排名56名。
2019年5月27日，贝斯手谷口滋昭因继承家业而退出乐团。同日，乐团活动休止。

## 成員
- 佐藤千亞妃：主唱、電吉他
- あーちゃん：吉他
- 谷口滋昭：電貝斯
- 西村"コン"：爵士鼓